# Jigoku
Jigoku (地獄? lett. "Inferno") è un film del 1960 diretto da Nobuo Nakagawa.
Il ricorso ad elementi gore fu un tentativo del regista di realizzare un film che si distanziasse da tutti gli altri J-Horror di quel periodo, come Kwaidan ed Onibaba - Le assassine.

## Trama
Una notte Shiro, uno studente universitario, investe ed uccide con la propria auto un ubriaco. Da quel momento la vita di Shiro viene sconvolta da tutta una serie di episodi, più o meno fortuiti, che causeranno la morte sua e di tutti i suoi conoscenti e parenti più stretti. Si ritroveranno tutti, dopo essere morti, all'Inferno, a patire le pene più atroci per i peccati che ciascuno di loro ha commesso in vita.

## Produzione
Il titolo originario doveva essere Paradiso ed Inferno (successivamente utilizzato per Anatomia di un rapimento di Akira Kurosawa) , per volontà del produttore Mitsugu Okura. Lo stesso Okura si infuriò con lo sceneggiatore Ichirô Miyagawa dopo aver letto la sceneggiatura ed aver constatato che il film parlava soltanto dell'Inferno; Miyagawa gli rispose sarcasticamente che avrebbe trattato il Paradiso nel sequel del film.
Il film fu l'ultima produzione degli studi Shin-Toho, che si trovavano in grosse difficoltà finanziarie; Jigoku fu girato velocemente, con un bassissimo budget e si narra che molti degli attori del film abbiano partecipato all'allestimento del set dell'Inferno, pur di completare il film. Il film venne portato a termine, ma non riuscì comunque a salvare gli Studios dalla bancarotta.

## Remake
Sono stati girati tre remake di questo film: due giapponesi (1979 e 1999) ed uno thailandese (2005).